# Ivar Giaever
Ivar Giaever (ur. 5 kwietnia 1929 w Bergen, zm. 20 czerwca 2025 w Schenectady) – norweski fizyk, laureat Nagrody Nobla w dziedzinie fizyki w roku 1973 (wraz z Leo Esaki) za eksperymentalne odkrycie tunelowania w nadprzewodnikach. Drugą część nagrody otrzymał Brian David Josephson za teoretyczne przewidzenie tego zjawiska.

## Życiorys
Ivar Giaever urodził się w Bergen, ale dzieciństwo spędził w Toten, gdzie jego ojciec, John A. Giaever, pracował jako farmaceuta. Do szkoły podstawowej uczęszczał w Toten, potem kontynuował edukację w szkole w Hamar. Przez rok pracował w zakładzie produkcyjnym w Raufoss, po czym, w 1948 roku, podjął studia.
Studiował w Norges tekniske høgskole w Trondheim, (NTH, później włączona w struktury Norweskiego Uniwersytetu Naukowo-Technicznego), w 1952 uzyskał stopień inżyniera mechanika. Po studiach odbył służbę wojskową (uzyskał stopień kaprala), a następnie pracował w urzędzie patentowym.
W 1954 roku wyemigrował do Kanady, gdzie krótko pracował w biurze architektonicznym, a następnie podjął pracę w General Electric w Ontario. W 1956 roku przeniósł się do Stanów Zjednoczonych i podjął pracę w Centrum Badawczo Rozwojowym GE w Schenectady. W tym czasie jego zainteresowania badawcze przesunęły się w kierunku fizyki, podjął studia w tej dziedzinie na Rensselaer Polytechnic Institute, gdzie, w 1964 roku, uzyskał stopień doktora.
Badania Giaevera dotyczyły fizyki ciała stałego, w tym fizyki cienkich warstw, nadprzewodnictwa oraz zjawiska tunelowania. Za pionierskie badania łączące obserwacje nadprzewodnictwa i tunelowania otrzymał w 1965 roku nagrodę Oliver E. Buckley Condensed Matter Prize. W 1969 roku uzyskał stypendium Fundacji Guggenheima, które pozwoliło mu na roczny pobyt w Cambridge, gdzie prowadził badania dotyczące biofizyki. Po powrocie do GE badał zachowania molekuł białek na powierzchni ciała stałego.
W eksperymentach polegających na obserwacjach "kanapki" składającej się z izolowanego metalu nadprzewodzącego i normalnego, Giaevar osiągnął nowe efekty tunelowania, które doprowadziły do lepszego zrozumienia nadprzewodnictwa i pozwoliły na poszerzenie teorii nadprzewodnictwa BCS. Badania Giaevera bazowały na wynikach prac Leo Esakiego, a z kolei ich wyniki pozwoliły Brianowi Josephsonowi na postulowanie zjawiska tunelowania Josephsona. W 1973 roku Esaki i Giaever zostali uhonorowani Nagrodą Nobla w dziedzinie fizyki za ich "eksperymentaalne odkrycia dotyczące zjawiska tunelowania w półprzewodnikach i nadprzewodnikach" (po 1/4). Drugą połowę nagrody otrzymał Brian Josephson.
W 1988 roku Giaever odszedł z GE, został profesorem w Rensselaer Polytechnic Institute w Troy (Nowy Jork), a równocześnie profesorem Uniwersytetu w Oslo.
W 1952 roku ożenił się z Inger Skramstad, mają czworo dzieci. W 1964 roku uzyskał obywatelstwo amerykańskie.

## Nagrody i wyróżnienia
Nagrody
1965 – Oliver E. Buckley Prize,
1973 – Nobel Prize,
1974 – Zworkin Award.
Doktoraty Honorowe
Doctor of Science:
1974 – Union College, Schenectady, NY
1974 – Rensselaer Polytechnic Institute, Troy, NY
1976 – University of Oslo, Oslo, Norway
1985 – Clarkson University, Clarkson, NY
1985 – State University of New York, Schenectady, NY
Doctor of Engineering:
1976 – Michigan Technological University, Houghton, MI
1977 – Worcester Polytechnic Institute, Worcester, MA
1985 – Norwegian Institute Of Technology, Trondheim, Norway, 1985
Członkostwo stowarzyszeń naukowych
Stany Zjednoczone:
National Academy of Science
National Academy of Engineering
American Academy of Arts and Sciences (1974)
Członkostwo zagraniczne:
Norwegian Academy of Science
Norwegian Academy of Engineering
Swedish Academy of Engineering
Korean Academy of Science

## Poglądy na temat globalnego ocieplenia
Był sceptykiem globalnego ocieplenia. Wyrażał stanowczą tezę, że temperatura jest nadzwyczaj stabilna na przestrzeni 150 lat. Tym bardziej więc wpływ człowieka na klimat według niego nie został udowodniony. W roku 2008 w czasie dyskusji na spotkaniu z laureatami Nagrody Nobla nt. zmian klimatu stwierdził:
„Jestem sceptykiem. […] Teraz dostaliśmy globalne ocieplenie. Stało się ono nową religią.”